# Harold J. Jeghers
Harold Joseph Jeghers (ur. 26 września 1904 w New Jersey, zm. 21 września 1990) – amerykański lekarz internista, niezależnie od Jana Peutza opisał w 1949 roku chorobę genetyczną znaną dziś jako zespół Peutza-Jeghersa. 
Harold J. Jeghers urodził się w New Jersey; nazwisko jego rodziny jest pochodzenia flamandzkiego.
Studiował medycynę na Western Reserve University w Cleveland. Następnie praktykował w Boston City Hospital i w 1946 roku został przewodniczącym wydziału medycyny Georgetown University w Waszyngtonie. W 1966 powrócił do Bostonu i został profesorem na Tufts University Medical School. 